# 拉沙里依斯迈
拿督拉沙里依斯迈（1949年6月25日—2008年11月28日），马来西亚政治人物，为巫统党员。2004年马来西亚大选时，代表巫统当选为瓜拉登嘉楼的国会议员，并在2008年连任，随后就任教育部第二副部长，并于同年11月28日逝世。

## 逝世
2008年11月28日，拉沙里依斯迈出席了云顶高原阿米鲁丁巴基学院（属彭亨文冬县）主办的教育蓝图研讨会。过后傍晚6时30分，在该学院打羽毛球时心脏病猝发，呼吸困难，扶着墙壁喘氣，过后不支倒下，周围的人抢救不果，遽然离逝，享年59岁。他所留下的瓜登国会议席的空缺随后举行补选。补选于2009年1月17日举行，并由民联回教党的候选人阿都华希恩都胜出